# شيموس بلاكلي
شيموس بلاكلي (بالإنجليزية: Seamus Blackley)‏ هو مصمم ألعاب فيديو أمريكي. كان من خطط لصنع جهاز إكس بوكس الذي دخلت من خلاله ميكروسوفت إلى عالم أجهزة ألعاب الفيديو المنزلية، وساعد في تجميع الفريق الذي صمم وبنى الجهاز.

## الحياة الشخصية
بعد دخوله جامعة تافتس لدراسة الهندسة الكهربائية، تحول شيموس لدراسة الفيزياء وتخرج في سنة 1990. في فبراير 1999 انضم للعمل في مايكروسوفت على دايركت إكس.